# فاطمة الزهراء عكازي
فاطمة الزهراء عكازي (ولدت 18 يناير 1984 بالشلف) هي لاعبة كرة طائرة جزائرية وقائدة للمنتخب (2010 -2015). شاركت في الألعاب الأولمبية ببكين 2008 مع المنتخب الجزائري للسيدات. وفي كل من البطولة العالمية 2010 وكأس العالم للسيدات 2011 باليابان كما فازت معه ببطولة إفريقيا عام 2009 وبذهبية الألعاب الإفريقية.
تلعب في منصب «موزعة» وهي من أبرز اللاعبات في المنتخب وتعد من أفضل اللاعبات في إفريقيا. تلعب في فريق المجمع البترولي «مولودية الجزائر» سابقا الذي قدمت إليه من نادي «غالية الشلف» سنة 2006 . في صيف 2012 تعرضت لإصابة على مستوى الإبهام حرمتها من المشاركة في ألعاب لندن الأولمبية.

## الأندية
- النادي الحالي : المجمع الوطني البترولي (مولودية الجزائر سابقا).
- النادي الأول : غالية الشلف (الجزائر).

## معلومات تقنية
الطول: 1,78 م
الارتقاء في السحق: 2,95 م
الارتقاء في الصد: 2,83 م
- منتخب الجزائر لكرة الطائرة سيدات.
- الجزائر في الألعاب الأولمبية الصيفية 2008.

## روابط خارجية
- فاطمة الزهراء عكازي على موقع عالم الكرة الطائرة (الإنجليزية)
- فاطمة الزهراء عكازي على موقع أوليمبيديا (الإنجليزية)